# Какалюк Олександр Валентинович
Олекса́ндр Валенти́нович Какалюк (1976—2014) — старший лейтенант Збройних сил України (капітан посмертно), учасник російсько-української війни.

## Життєпис
Народився 1976 року в місті Дніпродзержинськ. Закінчив Дніпродзержинський державний технічний університет, прийшов працювати на ПАТ «Дніпровський меткомбінат». Працював електрослюсарем на ТЕЦ, переведений в майстри, 2007 року — у профспілковому комітеті. Був головою комісії з охорони праці профспілки від 2010 року.
У березні 2014 року мобілізований. Командир взводу, 25-а окрема повітряно-десантна бригада.
2 серпня 2014 року старший лейтенант Какалюк тричі виїжджав на БТРі, щоб вивезти поранених та вбитих бійців. Загинув під час третього рейсу від кулі снайпера.
Вдома залишилися батьки, дружина Ірина та син Олександр 2009 р.н. Похований 6 серпня 2014 на Алеї слави Соцміського кладовища міста Кам'янського.

## Нагороди та вшанування
- 14 листопада 2014 року за особисту мужність і героїзм, виявлені у захисті державного суверенітету та територіальної цілісності України, вірність військовій присязі під час російсько-української війни, відзначений — нагороджений орденом Богдана Хмельницького ІІІ ступеня (посмертно)
- Нагрудний знак «За досягнення у військовій службі» II ступеня (посмертно)
- В Кам'янському існує вулиця Олександра Какалюка[1].
- його портрет розміщений на меморіалі «Стіна пам'яті полеглих за Україну» у Києві: секція 2, ряд 3, місце 24
- нагороджений пам'ятною відзнакою міського голови — нагрудним знаком «Захисник України» (посмертно; розпорядження міського голови м. Кам'янське від 11.10.2016)
- його ім'я згадується 2 серпня на щоденному церемоніалі вшанування військовослужбовців Збройних Сил України, які загинули цього дня у різні роки внаслідок російської агресії на сході України.